# Žiguljovsk
Žiguljovsk (rusky Жигулёвск) je město v Samarské oblasti v Ruské federaci. Při sčítání lidu v roce 2010 měl přes pětapadesát tisíc obyvatel.

## Poloha
Žiguljovsk leží na pravém, jižním břehu Volhy, pod hrází Kujbyševské přehrady, naproti Toljatti. Je centrem Žigulovských hor. Od Samary, správního střediska oblasti, je vzdálen přibližně devadesát kilometrů na severozápad.

## Dějiny
Archeologickými výzkumy byly na území Žiguljovska doloženy pohřby a dřevěné sruby- polozemnnice imeňkovské kultury 4. až 5. století, typické pro střední Povolží. . Nejstarším souvislým sídlem zde byla vesnice Morkvaši (Моркваши), která je doložena už v roce 1647. V roce 1840 byla nedaleko založena vesnice Otvažnoje (Отва́жное).
V devatenáctém a začátkem dvacátého století byly zdejší idylické břehy Volhy oblíbeným cílem básníků a malířů, například Ilja Jefimovič Repin kreslil skici pro svůj slavný obraz Burlaci na Volze v roce 1870 právě v Morkvaši.
Ve čtyřicátých letech dvacátého století vzniklo v okolí další sídlo, Otvažnyj (Отва́жный), pro těžaře ropy. To bylo v roce 1946 povýšeno na sídlo městského typu. V roce 1949 bylo sloučeno s ostatními zmíněnými v jedno sídlo s jménem Žiguljovsk.
Od počátku stavby Kujbyševské přehrady v roce 1950 začal Žiguljovsk rychle růst a tak byl 22. února 1952 povýšen na město. 

## Ekonomika
Kromě těžby ropy a vodní elektrárny jsou hlavními odvětvími průmyslu strojírenství a stavebnictví, zásobované především kamenolomem na Lysé hoře.

## Architektura
- Kostel sv. Mikuláše Divotvůrce, Žiguljovskː místní část Solněčnaja Poljana

## Rodáci
- Diana Šnajderová (* 2004) – profesionální tenistka